# Nóra Görbe
Nóra Görbe (n. 3 septembrie 1956 în Debrecen) este o actriță și cântăreață maghiară.
Ea a devenit mai cunoscută în Ungaria prin rolul jucat în serialul TV "Linda".

## Date biografice
Tatăl ei Görbe János, a fost actor, distins cu premiul Kossuth. Pe când mama ei Megyeri Éva a fost pedagogă. Ca și copil a făcut balet, studiile le-a urmat la o școală de muzică și dramaturgie.
Nóra are doi copii de la regizorul Gát György, din anul 2006 este căsătorită cu dr. Ormos Péter.
- Áramütés (1978)
- Hálapénz (1979)
- Fábián Bálint találkozása Istennel (1980)
- Paraszt Hamlet (1981)
- Omlett (1981)
- Dögkeselyű (1982)
- Jób lázadása (1983)
- Könnyű testi sértés (1983)
- Elcserélt szerelem (1983)
- Egy golyó a szívbe (1986)
- Nyina naplója (1977)
- Meztelenül (1978)
- Tengerparti nyár (1978)
- A felnőttek furcsák néha (1978)
- Meztelenül (1978)
- Nyina naplója (1978)
- Szeptember (1979)
- Tyúktolvajok (1979)
- Tiszteletem, főorvos úr! (1980)
- Kulcskeresők (1980)
- A rágalom iskolája (1980)
- Szegény Avroszimov (1980)
- Linda (1981-1989)
- A siketfajd fészke (1982)
- Faustus doktor boldogságos pokoljárása (1982)
- Hiúság vására (1983)
- Fabuland (1983)
- Warrenné mestersége (1984)
- Linda mesél (1989)
- Új Linda-sorozat 1-5. (2000)

## Discografie
- Zöld öv (1985)
- Kék öv „Hollywood messze van” (1986)
- Levél Hollywoodból (1987)
- Anyu Hodmedbe (1987)
- Linda mesél (1988)
- Te szeress legalább (1989)
- Tündéri Lutra buli (1990)
- Erdei gólyabál (1998)